# 1424年
| 千纪： | 2千纪 |
| 世纪： | 14世纪 \| 15世纪 \| 16世纪                                                                                 |
| 年代： | 1390年代 \| 1400年代 \| 1410年代 \| 1420年代 \| 1430年代 \| 1440年代 \| 1450年代                           |
| 年份： | 1419年 \| 1420年 \| 1421年 \| 1422年 \| 1423年 \| 1424年 \| 1425年 \| 1426年 \| 1427年 \| 1428年 \| 1429年 |
| 纪年： | 甲辰年（龙年）；明永乐二十二年；日本應永三十一年                                                           |

## 大事记
- 韃靼部首領阿魯台率軍進犯明山西大同、開平等地，明成祖發起第五次亲征，行軍至答蘭納木兒河（今蒙古境內之哈剌哈河下游），未見阿魯台部蹤影，遂下令班師，病死榆木川（今內蒙古多倫西北）。
- 朱高熾繼位成為明朝第四位皇帝，是為明仁宗。
- 明朝任命施济孙继任旧港宣慰使。
- 明朝置底兀剌宣慰司（洞吾，东吁）(今缅甸境内)。
- 阿瓦王朝從勃固王朝撤兵，結束四十年戰爭。
- 胡斯戰爭起義軍統帥揚·傑式卡在率軍圍攻普日比斯拉夫時死於瘟疫，普洛科普承繼了他的統帥地位，繼續對抗羅馬天主教會以及支持天主教的神聖羅馬帝國。

## 逝世
- 1月4日——穆奇奧·亞特多羅·斯福爾札，義大利的傭兵團首領，斯福爾扎家族的創始人。
- 3月22日——楚昭王朱桢。（1364年出生）
- 6月4日——辽简王朱植。（1377年出生）
- 8月12日——明成祖朱棣。（1360年出生）
- 10月11日——扬·杰式卡，胡斯战争中胡斯派领袖。（1360年出生）